# Axinotarsus ruficollis

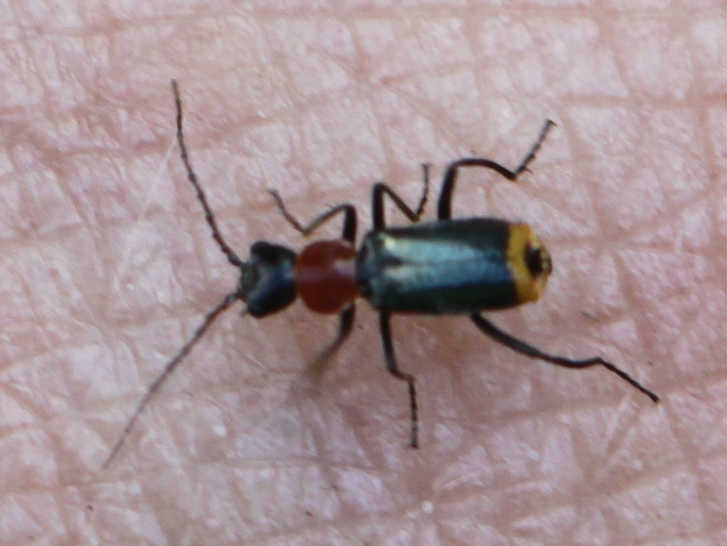
Axinotarsus ruficollis, Männchen

Axinotarsus ruficollis ist ein Käfer aus der Unterfamilie der Zipfelkäfer (Malachiinae).

## Merkmale
Die länglichen Käfer erreichen eine Länge von 3,5 mm (Männchen) bzw. 3,7 mm (Weibchen). Im Gegensatz zu den beiden anderen in Mitteleuropa vorkommenden Axinotarsus-Arten ist der Halsschild einfarbig rot gefärbt. Kopf und Flügeldecken besitzen eine schwarze Grundfärbung mit metallisch bläulichem oder grünlichem Glanz. Die Flügeldeckenspitzen sind hellrot oder gelblich gefärbt. Die Fühler sind bräunlich bis schwarz, die Beine fast vollständig schwarz. Die Weibchen besitzen eine weniger schlanke Gestalt. Der Hinterleib der Weibchen ragt im Gegensatz zu den Männchen über das hintere Ende der Flügeldecken hinaus.

## Verbreitung
Axinotarsus ruficollis ist in Europa weit verbreitet. Ihr Verbreitungsgebiet reicht von der Iberischen Halbinsel und Italien über Mitteleuropa bis nach Süd-Skandinavien. Auf den Britischen Inseln fehlt die Art.

## Lebensweise
Die wärmeliebende Käferart findet man an blühenden Gräsern, meist an sonnigen Waldrändern. Dort saugen sie an Pollen. Die Käfer fliegen von Juni bis Anfang August.

## Taxonomie
In der Literatur werden für die Art folgende Synonyme verwendet:
- Malachius rubricollis
- Malachius ruficollis Olivier, 1790